# Assemblée consultative provisoire

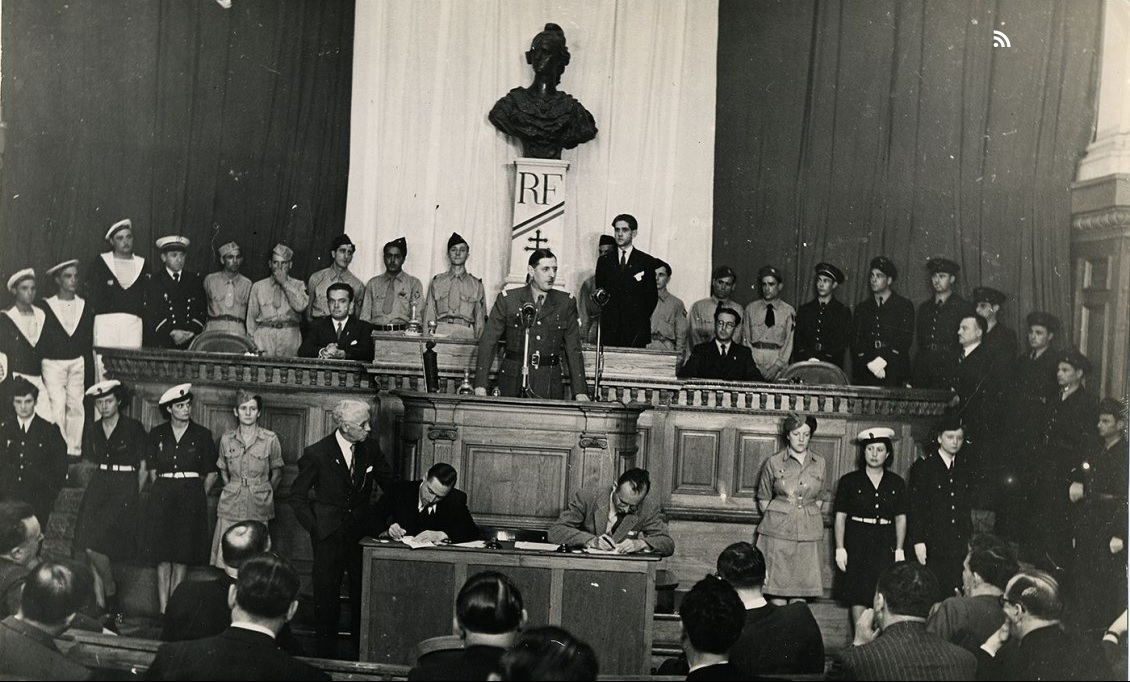
Charles de Gaulle bei seiner Rede vor der Eröffnungssitzung der Provisorischen Beratenden Versammlung im Palais Carnot in Algier, 3. November 1943

Die Assemblée consultative provisoire (Vorläufige Beratende Versammlung) war eine französische Versammlung, die die Widerstandsbewegungen, politischen Parteien und Gebiete vertrat, die unter der Führung des Comité français de libération nationale (Französisches Komitee für die Nationale Befreiung, CFLN) an der Seite der Alliierten in den Krieg gezogen waren. Sie wurde gemäß der Verordnung des Comité français de libération nationale vom 17. September 1943 einberufen und hielt ihre Sitzungen zwischen dem 3. November 1943 und dem 25. Juli 1944 zunächst in Algier ab. Am 3. Juni 1944 wurde sie der Provisorischen Regierung der Französischen Republik (GPRF) unterstellt, die die Nachfolge des CFLN antrat. Nach der Befreiung wurde der Ausschuss erneuert und erweitert und hielt seine Sitzungen zwischen dem 7. November 1944 und dem 3. August 1945 im Palais du Luxembourg in Paris ab.

## Geschichte

### Entstehung und Zusammensetzung
In Französisch-Nordafrika, wo die Mehrheit der französischen Bevölkerung hinter Marschall Philippe Pétain (also dem Vichy-Regime) stand und in der Verwaltung, der Armee, der Zensur und der Presse noch immer viele Pétainisten tätig waren, wurden de Gaulle und das Comité français de libération nationale von angelsächsischen Diplomaten häufig als wenig repräsentativ angezweifelt. Daher sollten die Widerstandsbewegungen in dieser Region besondere Präsenz zeigen.
Die Verordnung Nr. 16 vom 24. September 1941 über die neue Organisation der öffentlichen Gewalten im Freien Frankreich hatte bereits die Schaffung einer solchen repräsentativen Versammlung im Rahmen des Freien Frankreichs vorgesehen. Eine Kommission für Staatsreform unter dem Vorsitz des sozialistischen Abgeordneten Félix Gouin hatte Anfang 1943 die Aufgabe übernommen, das Projekt einer solchen repräsentativen Versammlung zu untersuchen. Der Vorschlag, bei der künftigen vereinigten französischen Behörde einen „Beratungsrat des französischen Widerstands“ einzurichten, war dann in dem Memorandum vom 26. Februar 1943 enthalten, das das Nationalkomitee in London an General Henri Giraud richtete.
Es wurden vier Kategorien von Personen in die Beratende Versammlung entsandt: Vertreter der Résistance im Mutterland, der Résistance außerhalb des Mutterlandes, Vertreter des Senats und der Abgeordnetenkammer sowie Vertreter der Generalräte der Gebiete des Freien Frankreichs (Algerien und Überseegebiete). Ihre Zahl wurde im Laufe der Sitzungen immer wieder geändert. Mit der Verordnung vom 6. Dezember 1943 wurde sie von 84 auf 102 Delegierte erhöht. Die nach den Protokollen dieser Versammlung erstellten Listen und Verzeichnisse verzeichnen Todesfälle, Bestätigungen und Ungültigkeitserklärungen, so dass eine genaue Zahl der bis Juli 1944 in Algier anwesenden Delegierten unsicher bleibt. Nachdem die provisorische Regierung der Französischen Republik nach Paris verlegt worden war, änderte sich die Zahl der Delegierten und die Zusammensetzung der Beratenden Versammlung grundlegend. Mit Verordnung vom 11. Oktober 1944 wurde die Zahl der Delegierten auf 248 erhöht, die ab dem 7. November 1944 tagten. Mit der Verordnung vom 22. Juni 1945 wurde eine fünfte Kategorie von Mitgliedern hinzugefügt, die den aus Deutschland zurückkehrenden Gefangenen und Deportierten vorbehalten war: 47 Mitglieder wurden im Juli ernannt. Sie tagten nur kurze Zeit, da sich die provisorische Versammlung am Abend des 3. August 1945 auflöste, um dem institutionellen Prozess der Wahlen zu den verfassungsgebenden Abgeordneten Platz zu machen. Die Versammlung bestand zu diesem Zeitpunkt aus 295 Mitgliedern.
Die folgenden Organisationen waren in Algier und später Paris vertreten (die einzelnen Personen können der französischen Sprachversion entnommen werden).
Innerfranzösische Organisationen und Gebiete:
- Alliance démocratique
- Ceux de la Libération
- Ceux de la Résistance
- Combat
- Confédération française des travailleurs chrétiens
- Confédération générale de l’agriculture[A 2]
- Confédération générale des paysans travailleurs
- Confédération des travailleurs intellectuels[A 3]
- Confédération générale du travail
- Conseil national de la Résistance
- Corse
- Défense de la France[A 4]
- Fédération républicaine
- Forces unies de la jeunesse patriotique[A 5]
- France au combat[A 6]
- Franc-Tireur
- Front national
- Libération Nord
- Libération Sud
- Libérer et Fédérer[A 7]
- Lorraine[A 8]
- Mouvement national des prisonniers de guerre et déportés[A 9]
- Organisation civile et militaire
- Parti communiste français
- Parti Démocrate Populaire
- Parti républicain, radical et radical-socialiste
- Patriam Recuperare[A 10]
- Résistance[A 11]
- Section française de l’Internationale ouvrière
- Union des cadres industriels français
- Union des femmes françaises
- Voix du Nord[A 12]

Außerfranzösische Organisationen und Gebiete:
- Algerien
- Comités français à l’étranger
- France combattante
- Marokko
- Ralliement des colonies
- Tunesien

Vertreter von Senat und Abgeordnetenkammer (grundsätzlich waren Abgeordnete, die für die diktatorischen Vollmachten Pétains gestimmt hatten, nicht wählbar; es gab aber Ausnahmen):
- Gauche indépendante
- Parti communiste français
- Parti Démocrate Populaire
- Parti républicain, radical et radical-socialiste
- Section française de l’Internationale ouvrière
- Union socialiste républicaine
- Weitere Fraktionen
- Weitere franktionslose Abgeordnete

Vertreter der Kriegsgebiete, Gefangenen und Deportierten:
- Algier
- Außerfranzösische Résistance
- Constantine
- Délégations financières[A 13]
- Parlamentarische Résistance
- Französische Résistance
- Oran
- Vertreter der Kolonialräte[A 14]

### Die Kompetenzen der Assemblée consultative provisoire
Die Befugnisse dieser Versammlung sollten rein beratender Natur sein, wobei sie auf Initiative des CFLN oder der Versammlung ausgeübt werden konnten:
- Die Versammlung musste vom CFLN zwingend zu seinen Verordnungsentwürfen konsultiert werden.
- Die Stellungnahmen der Versammlung mussten in den Verweisen auf die verabschiedeten Texte erwähnt werden.
- Die Stellungnahmen, die die Versammlung mit 2/3 ihrer Mitglieder initiierte, mussten in den Referenzen der an das CFLN gerichteten Reformvorschläge erwähnt werden.

Wenn die Kommissare (Minister) vor der Versammlung auftraten, konnten die Mitglieder dieses Gremiums sie befragen und zur Rede stellen. Obwohl die Versammlung aus ernannten Mitgliedern bestand und rein beratenden Charakter hatte, bewies sie ein hohes Maß an Unabhängigkeit sowie die Fähigkeit, das CFLN zu kritisieren und Druck auf es auszuüben.

### Die Amtsführung der Assemblée consultative provisoire
Am 3. November 1943 hielt die Beratende Versammlung ihre erste „algerische“ Sitzung im Palais Carnot ab, dem ehemaligen Palast der Délégations financières (der nach der Unabhängigkeit des Landes zum Sitz der Nationalen Volksversammlung Algeriens wurde).
Die erste Folge seines Amtsantritts war eine Neuzusammensetzung des Comité français de Libération nationale am 9. November 1943, unter Berücksichtigung der Fraktionsverteilung in der Versammlung und somit ohne General Giraud, dessen Ko-Vorsitz im CFLN per Verordnung vom 2. Oktober 1943 abgeschafft worden war. Am 9. November traten mehrere Mitglieder der Beratenden Versammlung dem CFLN bei: André Le Troquer, Henri Queuille, Louis Jacquinot, Henri Frenay, André Philip, René Capitant.

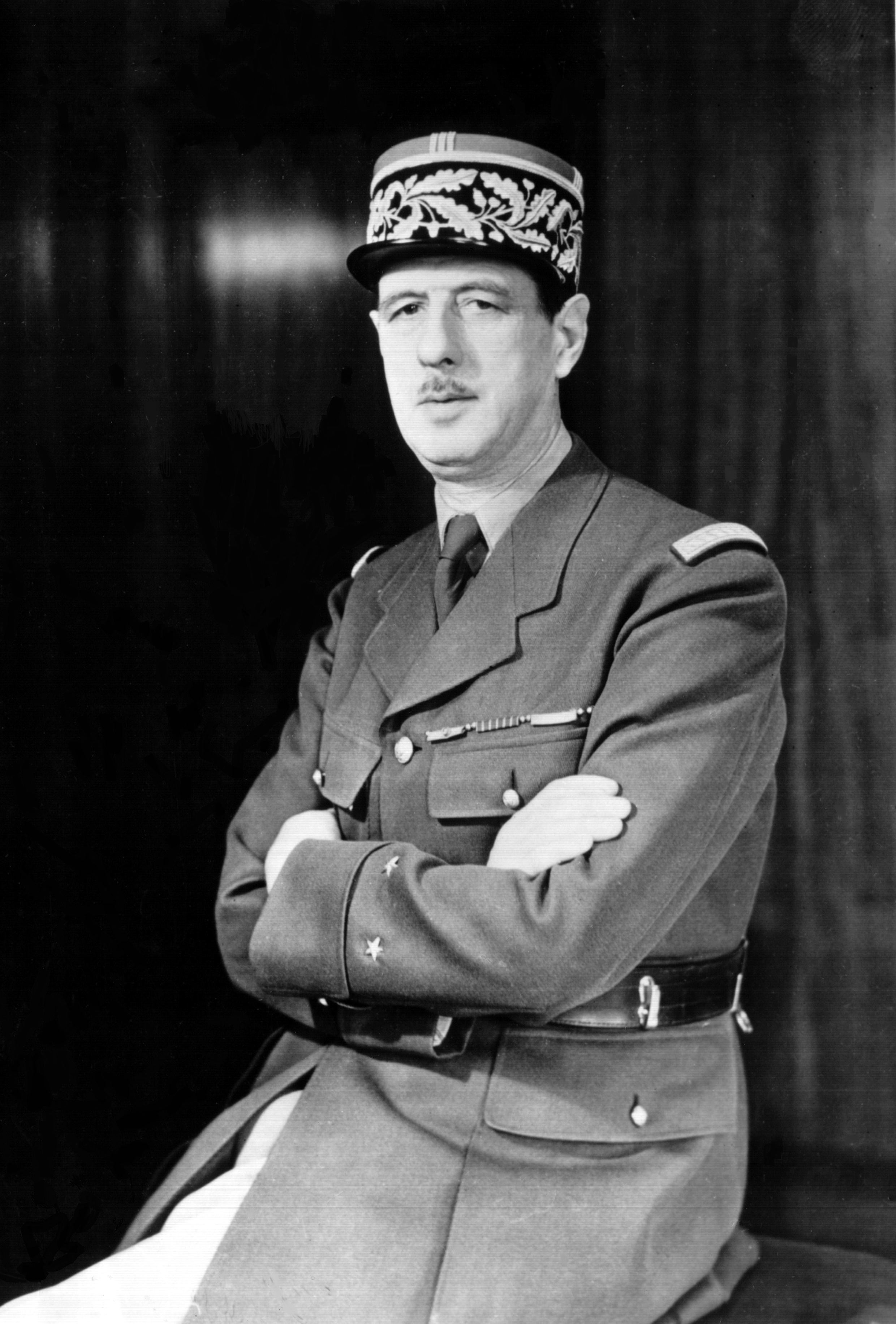
Charles de Gaulle

General de Gaulle gab in seiner Eröffnungsrede die Bedeutung dieser Versammlung vor:

« Es wäre vergeblich, unter den beispiellosen Umständen, in denen sich das Land befindet, nach einem historischen Präzedenzfall für die Gründung der Beratenden Versammlung oder nach Gesetzestexten suchen zu wollen, die ihr eine buchstäblich legale Grundlage bieten könnten. Die Invasion und dann die Besatzung zerstörten die Institutionen, die sich Frankreich gegeben hatte. Deshalb hat es das Komitee der Nationalen Befreiung, obwohl die Demokratie in ihren Rechten und Formen nur in einem befreiten Frankreich wiederhergestellt werden kann, für notwendig erachtet (...), den provisorischen Staatsgewalten einen möglichst demokratischen Charakter zu verleihen, indem es zu ihrer Aufklärung und Unterstützung eine Beratende Versammlung einberuft, in der die Vertreter des nationalen Widerstands Seite an Seite mit gewählten Volksvertretern stehen, die alle mit einem qualifizierten Mandat ausgestattet sind... »

Als Zeichen der Bedeutung, die er ihr beimaß, nahm de Gaulle an etwa zwanzig Sitzungen der Beratenden Versammlung in Algier teil. Am 26. Juni 1944 kam er, um ihr über die militärische Lage nach der Landung in der Normandie zu berichten, und am 25. Juli war er bei ihrer letzten Sitzung auf afrikanischem Boden anwesend. Bereits im November 1943 hatte er innerhalb des CFLN mit André Philip einen Staatskommissar ernannt, der für die Beziehungen zur Beratenden Versammlung zuständig war.

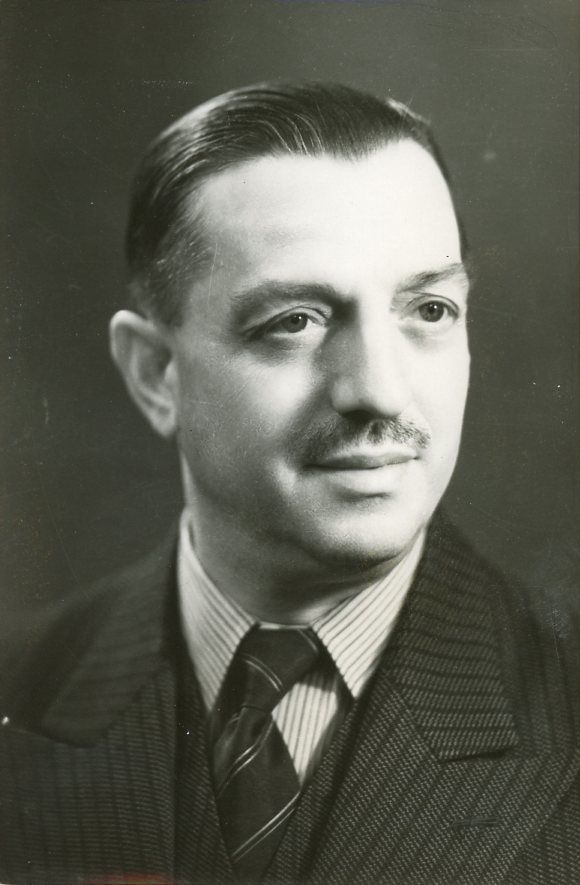
Félix Gouin, 1936

Am 10. November 1943 wählte die Beratende Versammlung Félix Gouin, einen ehemaligen sozialistischen Abgeordneten des Départements Bouches-du-Rhône, der in Vichy bei der Abstimmung zum Verfassungsgesetz vom 10. Juli 1940 Pétain die Vollmachten verweigert hatte, zu ihrem Präsidenten. Vier Vizepräsidenten standen ihm zur Seite. Am 2. Mai 1944 wurde Gouin wiedergewählt, allerdings mit knapper Mehrheit. Ebenso knapp verlief die Wahl am 8. November 1944, bei der Gouin letztendlich bestätigt wurde.
Als das CFLN, das zur Provisorischen Regierung der Französischen Republik wurde, nach Paris umzog, tat die Provisorische Beratende Versammlung dasselbe, und ihre Niederlassung im Senatspalast schien ihr den Status einer „parlamentarischen Kammer“ zu verleihen.

### Ausschüsse
Ab November 1943 wurden zehn Ausschüsse eingerichtet, die den Aufgabenbereichen der CFLN-Mitglieder entsprachen und die der Beratenden Versammlung das Aussehen einer Abgeordnetenkammer verliehen. Im März 1944 kam der Ausschuss für Inneres hinzu, im Juli dann der für muslimische Angelegenheiten:
- Finanzausschuss (Paul Giacobbi, dann Charles Laurent)
- Ausschuss für auswärtige Angelegenheiten (Marc Rucart[16])
- Ausschuss für nationale Verteidigung (Édouard Froment)
- Ausschuss für Übersee-Frankreich (Jean Pierre-Bloch[17], dann Paul Antier[18])
- Ausschuss für nationale Bildung, öffentliche Gesundheit und Jugend (Julien Guadet)
- Ausschuss für wirtschaftliche und soziale Angelegenheiten (Marcel Astier und Georges Buisson[19])
- Ausschuss für Staatsreform und Gesetzgebung (Paul Giacobbi, dann René Cassin)
- Ausschuss für Information und Propaganda (Fernand Grenier[20], dann René Vivier)
- Ausschuss für Geschäftsordnung (Joseph Serda[21])
- Kommission für Rechnungswesen (Albert Van Wolput[22])
- Ausschuss für Inneres (Vincent Auriol)
- Inter-Kommission für muslimische Angelegenheiten

Im November 1944 wuchs die Zahl der Ausschüsse entsprechend den Aufgaben und Ministerien der provisorischen Regierung:
- Finanzen (Charles Laurent)
- Auswärtige Angelegenheiten (Vincent Auriol)
- Nationale Verteidigung (Pierre Villon)
- Frankreich in Übersee (Gaston Monnerville)
- Information und Propaganda (Fernand Grenier)
- Staatsreform (Paul Bastid)
- Geschäftsordnung (Gaston Manent)
- Wirtschaftliche und soziale Angelegenheiten (Ständiger Ausschuss; Albert Gazier[23])
- Muslimische Angelegenheiten (Jean Pierre-Bloch)
- Rechnungswesen (Albert Van Wolput)

Die anderen Ausschüsse hatten ihre Aufgabenbereiche überarbeitet oder wurden neu geschaffen:
- Landwirtschaft und Versorgung (Marcel Astier)
- Elsass und Lothringen (Gaston Tessier[24])
- Nationales Bildungswesen (Francis Perrin)
- Nationale Ausrüstung, Produktion und Kommunikation (Louis Saillant)
- Inneres und öffentliche Gesundheit (Emmanuel d’Astier de La Vigerie)
- Jugend und Sport (André Colin)
- Justiz und Säuberung (Auguste Gillot[25])
- Gefangene, Deportierte und Renten (Philippe Dechartre)
- Arbeit und Soziales (Ambroise Croizat)
- Lieferung von Pressepapier (März 1945)

### Frauenanteil und Frauenwahlrecht

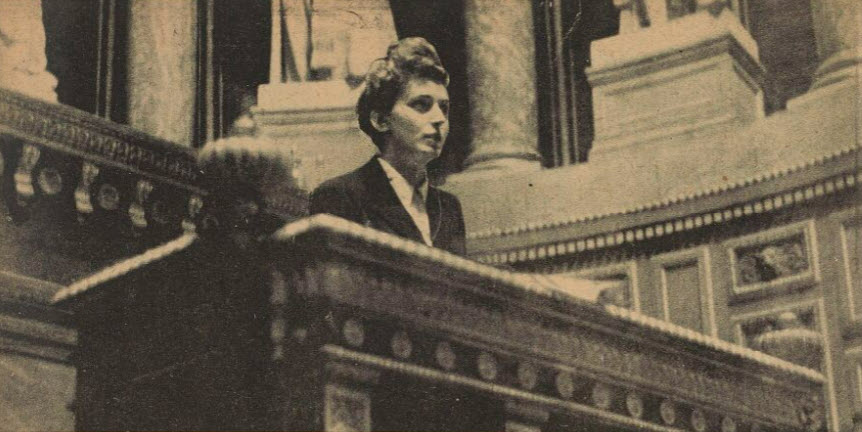
Andrée Defferre-Aboulker während einer Rede vor der Provisorischen Beratenden Versammlung.

Bis einschließlich der Dritten Republik hatten Frauen in Frankreich weder das passive noch das aktive Wahlrecht. In der Provisorischen Beratenden Versammlung, die vom 3. November 1943 bis zum 25. Juli 1944 in Algier tagte, war mit Marthe Simard nur eine Frau vertreten; Lucie Aubrac, die ursprünglich nominiert worden war, aber nicht nach Algerien reisen konnte, wurde durch ihren Ehemann Raymond Aubrac ersetzt. Die Pariser Versammlung, die vom 7. November 1944 bis zum 3. August 1945 tagte, zählte zunächst 12 Frauen (von insgesamt 248 Delegierten), ab Juli 1945 stieg die Zahl auf 16 (von insgesamt 295 Delegierten), unter ihren Mitgliedern waren: Lucie Aubrac, Madeleine Braun, Gilberte Brossolette, Marie Couette, Claire Davinroy, Andrée Defferre-Aboulker, Alice Delaunay, Martha Desrumaux, Annie Hervé, Marie-Hélène Lefaucheux, Mathilde Gabriel-Péri, Pauline Ramart, Marthe Simard, Marie-Claude Vaillant-Couturier, Marianne Verger und Andrée Viénot. Durch die Verordnung vom 21. April 1944 und den Änderungsantrag von Grenier erhielten die Französinnen das aktive und passive Wahlrecht.

### La Haute Cour de justice
Mit der Verordnung vom 18. November 1944 wurde der Haute Cour de justice (Hohe Gerichtshof) eingerichtet. Seine Jury, die aus zwei von der Beratenden Versammlung erstellten Listen mit 50 Namen ausgelost wurde, bestand aus 24 Mitgliedern: 12 Abgeordnete oder Senatoren, die am 10. Juli 1940 nicht für die vollen Vollmachten gestimmt hatten, und 12 Vertreter der Résistance. Als am 23. Juli 1945 der Pétain-Prozess eröffnet wurde, waren 10 Mitglieder der Beratenden Versammlung Mitglieder der Jury.

### Übergang zur Verfassungsgebenden Versammlung
Die Provisorische Beratende Versammlung löste sich auf, als die Verfassungsgebende Versammlung (Assemblée constituante) gewählt wurde. Die Wahlen dazu fanden am 21. Oktober 1945 und am 2. Juni 1946 statt. 139 Personen, die zu einem früheren Zeitpunkt der Beratenden Versammlung angehört hatten, wurden in eine der der beiden Verfassungsgebenden Versammlungen gewählt. Das sind ungefähr 40 % der Mitglieder der Beratenden Versammlung.